# Балакін Володимир Миколайович
Володи́мир Микола́йович Бала́кін (1 вересня 1913,—1992) — радянський футболіст, що виступав на позиції центрального захисника у київських клубах «Локомотив» та «Динамо». Був учасників матчів у окупованому Києві в 1942 році у складі команди «Старт». Після завершення кар'єри працював дитячим тренером.
Брат футболіста київського «Динамо» та відомого радянського арбітра Миколи Балакіна.

## Життєпис
Футбольну кар'єру Балакін розпочинав у складі київського «Локомотива», де провів три повноцінні сезони. З початком війни був відправлений на передову, брав участь у обороні Києва. Потрапив у полон під Борисполем, де й зустрів у таборі колишнього нападника «Динамо» Миколу Коротких. Згодом футболістів, разом з іншими полоненими було переведено до іншого табору — у Дарниці. Саме там вони зійшлися з Миколою Трусевичем, воротарем та капітаном довоєнного «Динамо». Незабаром сформувалася ціла група колишніх радянських футболістів, звільнених з полону, які працювали здебільшого на Київському хлібзаводі № 1. Вони об'єдналися у команду, що протистояла угорським, румунським та німецьким воякам. Найбільш відомим став матч-реванш проти команди «Флакельф», який згодом в системі радянської пропаганди було названо «Матчем смерті». Загалом футболістами «Старта» було зіграно у Києві в період з 7 червня по 16 серпня 1942 року 10 матчів, здобуто 10 перемог, забито 56 голів, пропущено — 11. Під час війни батька Володимира та Миколи Балакіних було забрано в гестапо та вбито через його приналежність до комуністичної партії.
Після закінчення кар'єри гравця працював тренером у дитячій команді «Іскра». Пізніше перейшов до новоствореної київської Футбольної школи молоді, де приклав руку до виховання таких відомих в майбутньому футболістів, як Біба, Лобановський, Базилевич, Ануфрієнко, Крощенко, Трояновський та інші.

## Примітки

Команда «Старт» (у темних футболках) і «Флакельф» (у білих) перед першим матчем 6 серпня 1942 року (справа наліво): Гончаренко, Балакін, Сухарєв, Коротких, Клименко, Комаров, Трусевич, Тимофєєв. Сидять: Ткаченко, Путистін (без майки), Мельник, Чернега